# فرناندو یورنته
فرناندو خاویر یورنته تورس (اسپانیایی: Fernando Javier Llorente Torres‎؛ زادهٔ ۲۶ فوریهٔ ۱۹۸۵) بازیکن فوتبال اهل اسپانیا است.وی در تاریخ۱۶ فوریه ۲۰۲۳ ازدنیای فوتبال خداحافظی کرد.
از تیم‌هایی که فرناندو یورنته در آنها بازی کرده می‌توان به باشگاه فوتبال اتلتیک بیلبائو بی، باشگاه فوتبال اتلتیک بیلبائو، باشگاه فوتبال یوونتوس، باشگاه فوتبال سویا، باشگاه فوتبال سوانسی سیتی، باشگاه فوتبال تاتنهام هاتسپر، باشگاه فوتبال ناپولی، باشگاه فوتبال اودینزه و باشگاه فوتبال ایبار اشاره کرد.وی در سال ۲۰۱۳ از بیلبائو به یوونتوس پیوست و نقش پر رنگی در قهرمانی سری آ ۲۰۱۳–۲۰۱۴ یوونتوس در سری آ داشت.